# Яагер, Энвер
Энвер Яагер (эст. Enver Jääger; 28 октября 1982, Кохила, Рапламаа) — эстонский футболист, нападающий. Выступал за национальную сборную Эстонии.

## Биография

### Клубная карьера
Начал выступать на взрослом уровне в 1998 году в клубе «Флора» (Кехтна) в третьей лиге.
В середине 1999 года перешёл в таллинскую «Флору». Дебютный матч в высшем дивизионе Эстонии сыграл 17 сентября 1999 года против «Транса», а первый гол забил 13 апреля 2000 года в ворота «Курессааре». За основной состав таллинского клуба выступал в 1999—2001 и 2004—2007 годах, сыграл за это время в чемпионатах Эстонии 99 матчей и забил 28 голов. Чемпион Эстонии 2001 года, серебряный призёр (2000, 2007), бронзовый призёр (2004, 2006), финалист Кубка Эстонии 2006 года.
В период выступлений за «Флору» неоднократно отдавался в аренду в команды, входившие в систему клуба — «Тервис» (Пярну), «Валга», «Тулевик» (Вильянди), «Элва». В составе «Тулевика» провёл три неполных сезона в высшей лиге, а в 2003 году стал лучшим бомбардиром клуба с 11 голами.
Всего в высшей лиге Эстонии сыграл 154 матча и забил 45 голов.
После ухода из «Флоры» завершил профессиональную карьеру, затем некоторое время играл на любительском уровне в низших лигах за «Коэру» и «Ээсти Коондис».

### Карьера в сборной
Выступал за юношеские и молодёжную сборные Эстонии.
В национальной сборной Эстонии дебютировал 10 декабря 2000 года в товарищеском матче против Гонконга, заменив на 80-й минуте Индрека Зелински. Свой второй и последний матч провёл только спустя четыре года, 30 ноября 2004 года, отыграв все 90 минут в матче «Кубка Короля» против Таиланда.

## Личная жизнь
Младший брат Энар (род. 1984) тоже футболист, защитник, сыграл более 100 матчей за сборную Эстонии.